# Дімієнь
Дімієнь, Дімієні (рум. Dimieni) — село у повіті Ілфов в Румунії. Входить до складу комуни Тунарі.
Село розташоване на відстані 17 км на північ від Бухареста, 125 км на південь від Брашова.

## Населення
За даними перепису населення 2002 року у селі проживали 187 осіб, усі — румуни. Усі жителі села рідною мовою назвали румунську.